# Dobrete
Um dobrete é uma palavra que possui a mesma origem etimológica de outra, geralmente tendo passado por uma evolução diferente e também carregando certa diferença no significado.
O tipo mais comum de dobrete em português está entre as palavras de origem latina, diferenciando-se aquelas que entraram na língua pela via popular, passando por evoluções naturais; daquelas que entraram pela via erudita ou semierudita, preservando melhor determinadas estruturas morfológicas e fonéticas da palavra original. Daí formam-se pares como chão e plano, ambos do latim planus; chato e prato, ambos de platus; rezar e recitar, ambos de recitare; entre outros.